# Округ Шеридан (Монтана)
Шеридан (енгл. Sheridan County) је округ у америчкој савезној држави Монтана.

## Демографија
По попису из 2010. године број становника је 3.384, што је 721 (-17,6%) становника мање него 2000. године.
| Група             | 2000.         | 2010.         |
| Белци             | 3.958 (96,4%) | 3.201 (94,6%) |
| Афроамериканци    | 4 (0,1%)      | 7 (0,2%)      |
| Азијати           | 12 (0,3%)     | 14 (0,4%)     |
| Хиспаноамериканци | 44 (1,1%)     | 51 (1,5%)     |
| Укупно            | 4.105         | 3.384         |